# Кам'яно-Брідська волость
Кам'яно-Брідська волость — адміністративно-територіальна одиниця Слов'яносербського повіту Катеринославської губернії.
Станом на 1886 рік складалася з 1 поселення, 1 сільської громади. Населення — 3140 осіб (1594 чоловічої статі та 1546 — жіночої), 557 дворових господарств.
|                     | Площа, десятин | У тому числі орної, дес. |
| ------------------- | -------------- | ------------------------ |
| Сільських громад    | 5150           | 2400                     |
| Приватної власності | 11             | 8                        |
| Іншої власності     | 131            | 20                       |
| Загалом             | 5292           | 2428                     |

Єдине поселення волості:
- Кам'яний Брід — село при річці Луганка за 29 верст від повітового міста, 2436 осіб, 557 двори, православна церква, школа, 5 лавок.